# Wilhelm Sollmann
Wilhelm Sollmann est un homme politique allemand, né le 1er avril 1881 à Oberlind (de) (Duché de Saxe-Meiningen) et mort le 6 janvier 1951 à Mount Carmel (Connecticut, États-Unis).
Membre du Parti social-démocrate d'Allemagne (le SPD), il est ministre de l'Intérieur en 1923. Après l'arrivée au pouvoir d'Adolf Hitler en 1933, il s'exile aux États-Unis et obtient la nationalité américaine.